# Seznam ruskih smučarskih tekačev
Seznam ruskih tekačev na smučeh.

## A
- Tatjana Akimova

## B
- Jevgenij Belov
- Aleksander Bolšunov

## C
- Olga Careva

## Č
- Julija Čekaleva
- Ilja Černusov
- Aleksej Červotkin

## D
- Olga Danilova
- Anastasija Docenko
- Nina Dubotolkina
- Lidija Durkina
- Dmitrij Džaparov

## E
- Polina Ermošina

## G
- Anton Gafarov
- Nina Gavriljuk
- Konstantin Glavackih
- Diana Golovan
- Marija Guščina

## H
- Irina Hazova

## I
- Alija Iksanova
- Marija Istomina
- Julija Ivanova

## J
- Ivan Jakimuškin
- Ljubov Jegorova
- Jekaterina Jurlova-Percht

## K
- Ivan Kirillov
- Jana Kirpičenko
- Alevtina Kolčina
- Natalija Korosteljova
- Nikita Krjukov
- Galina Kulakova
- Olga Kuzjukova

## L
- Andrej Larkov
- Larisa Lazutina
- Aleksander Legkov

## M
- Artem Malcev
- Natalija Matvejeva
- Ana Medvedeva
- Jevgenija Medvedjeva
- Natalija Mekrjukova
- Andrej Melničenko
- Nikolaj Morilov

## N
- Ana Nečajevskaja
- Natalija Neprjajeva
- Svetlana Nikolajeva

## O
- Antonina Ordina

## P
- Aleksander Panžinski
- Aleksej Petuhov
- Ilja Poroškin

## R
- Gleb Retivih
- Olga Rotčeva

## S
- Peter Sedov
- Anastasija Sedova
- Ilja Semikov
- Alena Sidko
- Raisa Smetanina
- Andrej Sobakarev
- Tatjana Sorina
- Denis Spicov
- Veronika Stepanova
- Julija Stupak

## Š
- Larisa Šajdurova
- Jevgenija Šapovalova
- Anton Šipulin
- Olga Šučkina

## T
- Alevtina Tanigina
- Aleksander Terentev
- Sergej Turišev

## U
- Sergej Ustjugov
- Aleksander Utkin

## V
- Jelena Välbe
- Lilija Vasiljeva
- Jelena Vedenejeva
- Darja Vedenina
- Aleksej Vicenko
- Maksim Vilegžanin
- Ermil Vokuev
- Stanislav Volžencev

## Z
- Olga Zavijalova

## Ž
- Alisa Žambalova
- Ana Žerebjateva